# Embracer Group
Embracer Group AB ist ein schwedischer Medienkonzern mit Sitz in Karlstad. Gegründet wurde das Unternehmen 2008 als Nordic Games Publishing, von 2016 bis 2019 firmierte es als THQ Nordic. Hauptgeschäftsfeld sind vor allem die Entwicklung und der Vertrieb von Computerspielen, aber auch Produktionen in angrenzenden Medienbereichen wie Brett- und Gesellschaftsspielen, Comics oder der Filmverwertung. Operativ tritt die Unternehmensgruppe hauptsächlich über ihre zahlreichen autark tätigen Tochterunternehmen in Erscheinung, darunter THQ Nordic, Plaion, oder Dark Horse Comics.
2023 war die Embracer Group größter Empfänger bundesdeutscher Fördermittel für Spielentwickler.

## Unternehmensgeschichte
Für eine Darstellung der Unternehmensankäufe als Liste, siehe Liste der Unternehmensankäufe der Embracer Group.

### Anfänge

Logo von Nordic Games bis August 2016

In den frühen 1990er-Jahren eröffnete der Jugendliche Lars Wingefors mit LW Comics ein Unternehmen zum Tausch und Verkauf gebrauchter Comics. Im Sommer 1993 verlagerte sich das Geschäftsfeld auf den Verkauf von Computerspielen, anfangs noch von gebrauchter Software und Modulen, im Laufe der Jahre zunehmend auch Neuware. Nach einigen Jahren war das Unternehmen neben dem Versandhandel auch durch mehrere Filialen in Schweden, Finnland und Norwegen vertreten.
Im April 2000 wurde Nordic Games von Gameplay plc für 5,96 Millionen Pfund in Unternehmensanteilen übernommen. Infolge der Dotcom-Blase geriet das britische Unternehmen jedoch ins Straucheln. Wingefors erwarb daher im Mai 2001 die unprofitabel gewordene Nordeuropa-Abteilung zusammen mit einigen Partnern für den symbolischen Preis von 1 SEK (etwa 10 Cent) zurück. Die Endkundensparte (Online- und Kataloghandel) wurde abgestoßen, die Filialen an die Unternehmen Game und GameStop verkauft und das Geschäftsfeld auf die Distribution und den Großhandel eingeschränkt. Nach weiter anhaltendem Misserfolg verlegte sich das Unternehmen 2004 auf ein Outlet-Verkaufskonzept, mit zunehmendem Erfolg. Nachdem es für das Unternehmen schwieriger wurde, neue Ware für seine Filialen zu erwerben, wurde 2008 mit Nordic Games Publishing eine eigene Entwicklungssparte für Computerspiele ins Leben gerufen. Mit der Karaoke-Reihe We Sing für die Spielkonsole Wii konnte Nordic Games erstmals einen Achtungserfolg landen.

### Zukauf von Jowood- und THQ-Marken
2011 übernahm Nordic Games Teile der Belegschaft des insolventen österreichischen Spieleherstellers JoWooD Entertainment AG. Diese wurden in die neugegründete Nordic Games GmbH mit Sitz in Wien überführt. Daneben erwarb Nordic Games das Produktportfolio JoWooDs sowie die Namensrechte an den Marken JoWooD, The Adventure Company und DreamCatcher Interactive, die von der neuen Unternehmenstochter als Publishinglabel weiterverwendet wurden. Dadurch gelangte Nordic auch in den Besitz einiger unveröffentlichter Entwicklungsarbeiten von Jowood. Als erste Veröffentlichung brachte Nordic Games im September das bereits fertiggestellte Add-on Fall of Setarrif zu Arcania auf den Markt.
Im Mai 2012 übernahm Nordic Games die 55 schwedischen und norwegischen Filialen sowie die dazugehörigen Online-Angebote des insolventen britischen Computerspiel-Fachhändlers Game.
Im Zuge der Versteigerung des Produktkatalogs des zerschlagenen Spielepublishers THQ erhielt das Unternehmen am 15. April 2013 für 4,9 Millionen Dollar die Rechte an 150 früheren THQ-Titeln, darunter die Serien Darksiders, Destroy All Humans!, Full Spectrum Warrior, Juiced, MX vs. ATV, Red Faction, Summoner, dem Action-Rollenspiel Titan Quest sowie lizenzierten Produkten wie Marvel Super Hero Squad und Supreme Commander. Am 25. Juni 2013 gab Nordic Games bekannt, dass das Unternehmen die Markenrechte an der Spieleserie Desperados und am Action-Rollenspiel Silver übernommen habe.

### Weitere Zukäufe und Eigenproduktionen
Im April 2014 erwarb Nordic die Rechte an der Adventuremarke Black Mirror von dtp entertainment. Im Juni 2014 gab Nordic Games bekannt, auch den Markennamen THQ erworben zu haben und seine Spiele zukünftig unter diesem Label veröffentlichen zu wollen, da es dem Unternehmen zuvor nicht gelungen sei, eine ausreichende Bekanntheit ihres ursprünglichen Namens aufzubauen. Im November wurde schließlich auch die THQ-Serie de Blob erworben. Ebenfalls im November gab Nordic Games offiziell die Eröffnung des internen Entwicklerstudios Grimlore Games in München und die Verantwortung des Teams für SpellForce 3 bekannt. Im Dezember 2014 wurde die Übernahme weiterer Marken der dtp Entertainment durch die Nordic Games Licensing AB bekanntgegeben. Es handelte sich um die ursprünglich vom Bremer Entwicklerstudio House of Tales programmierten Adventuretitel The Moment of Silence, Das Geheimnis der Druiden und Das Geheimnis des Geisterschiffs, außerdem übernahm Nordic Games die kommerzielle Nutzung der Titel Overclocked und 15 Days. Die Vermarktung erfolgte über die Nordic Games GmbH Wien.
Im April 2015 erwarb Nordic Games die Rechte an der Marke Men of Valor von 2015 Games. Im August 2015 übernahm das Unternehmen die vollständigen Markenrechte an Jagged Alliance sowie die Vertriebsrechte einiger weiterer Spiele (Panzer Tactics HD, Giana Sisters: Twisted Dreams, North & South, Citadels, Bridge Project) von der insolventen bitcomposer Games. Im selben Monat startete das Unternehmen zusammen mit Entwickler Digital Arrow eine Crowdfunding-Kampagne für Aquanox: Deep Descent. Dabei ging es dem Unternehmen um eine Zusatzfinanzierung von mindestens 75.000 $, um die bereits laufende Entwicklung fortzusetzen. Bis September kamen rund 96.000 $ zusammen. Im September erwarb Nordic Games die Rechte an dem Weltraumstrategiespiel Nexus: The Jupiter Incident und der Echtzeit-Strategiereihe Codename: Panzers.

### Umfirmierung zu THQ Nordic

Logo von THQ Nordic (bis September 2019 das Logo der Unternehmensgruppe)

Im Februar 2016 verkündete Nordic Games die Übernahme weiterer Marken, darunter die Serienrechte an Imperium Galactica, dem ideellen Vorgänger von Nexus: The Jupiter Incident, und dem Sidescroller Sine Mora. Am 12. August 2016 kündigte Nordic Games an, sich in THQ Nordic umzubenennen und damit die alte Marke THQ wieder zum Leben zu erwecken. Im Oktober 2016 erfolgte die Übernahme des Spielekatalogs und Warenzeichens von NovaLogic, eines langjährigen Entwicklers von Militär- und Kampfsimulationen. Der Deal umfasste unter anderem die Spieleserien Delta Force, Comanche, Armored Fist und F-22, sowie diverse Einzeltitel wie Joint Operations oder Tachyon: The Fringe. Im November wurde Destroy All Humans! als PS2-Classic-Titel über das PlayStation Network für PlayStation 4 zum Kauf freigegeben. Zum 22. November emittierte die THQ Nordic AB 20 Millionen B-Shares des Unternehmens an der Nasdaq First North in Stockholm, um zusätzliche Gelder für die Entwicklung und Vermarktung eigener Produkte einzusammeln. Gleichzeitig mit der Rechteübernahme des Eurocom-Titels Sphinx und die verfluchte Mumie von Mobile Gaming Studios und War Leaders: Clash of Nations und Legends of War von Enigma Software Productions im Dezember 2016 gab THQ Nordic sein Engagement für die kommende Nintendokonsole Switch bekannt. Mit den Mirage Game Studios wurde Ende des Jahres 2016 ein weiteres Entwicklerstudio am Konzernstandort in Karlstad gegründet. Im selben Monat wurde der Vertrieb für die eigenen Produktionen in Europa und dem deutschsprachigen Raum an Koch Media übertragen. Im August 2017 wurden die internen Entwicklungskapazitäten durch zwei weitere Übernahmen aufgestockt: das Offenburger Entwicklerstudio Black Forest Games wurde mitsamt seinen Marken (u. a. Giana Sisters, Rogue Stormers, Airline Tycoon, Helldorado) für 1,35 Millionen Euro übernommen, der schwedische Entwickler Pieces Interactive wurde für 2,8 Millionen Schwedische Kronen Teil des Konzerns. Im November 2017 folgte für 75,3 Millionen Schwedische Kronen oder umgerechnet rund 8,9 Millionen US-Dollar die Übernahme des schwedischen Entwicklers Experiment 101, der zu diesem Zeitpunkt bereits gemeinsam mit THQ Nordic an Biomutant arbeitete.

### Übernahmen von Koch Media und Coffee Stain
Im Februar 2018 verkündete THQ Nordic den Erwerb von 100 Prozent des Grundkapitals seines bisherigen Vertriebspartners Koch Media für 121 Millionen Euro. Durch den Deal wurde neben dem Vertriebsnetz auch das Spielelabel Deep Silver mitsamt der Entwicklungsstudios Volition, Fishlabs und Dambuster Studios sowie dessen Markenrechtsportfolio (u. a. Risen, Saints Row, Metro, Homefront, Sacred, Dead Island) übernommen. Die bisherigen Strukturen sollten jedoch nach Willen des Unternehmens weiterhin beibehalten und getrennt von THQ Nordic fortgeführt werden. Um weitere Übernahmen finanzieren zu können, gab das Unternehmen im Juni 2018 weitere 7,7 Millionen Aktien aus und sammelt im Gegenzug rund 140 Millionen Euro Kapital ein. Im Juli 2018 erfolgte die Übernahme des deutschen Entwicklers HandyGames samt allen Markenrechten für eine Million Euro in bar plus erfolgsabhängiger Bonuszahlungen. THQ Nordic wollte sich mit dem Zukauf vor allem HandyGames’ Vertriebsnetz für Mobile Games und Expertise für VR-Entwicklung sichern. Im August 2018 erwarb THQ Nordic die Rechte an den Titeln TimeSplitters und Second Sight, die ursprünglich von den Dambuster Studios unter ihrer früheren Unternehmensbezeichnung Free Radical Design entwickelt wurden. Die Lizenzen wurden zur Betreuung an Koch Media / Deep Silver weitergereicht.
Im September 2018 erwarb THQ Nordic die Markenrechte an Kingdoms of Amalur: Reckoning sowie dem dazugehörigen, unvollendeten MMO von 38 Studios. Die Vermarktungsrechte blieben unverändert bei Electronic Arts. Im selben Monat gab Atari die Rechte an Alone in the Dark und Act of War an den schwedischen Konzern ab. November 2018 wurden das schwedische Entwicklerstudio Coffee Stain (u. a. Goat Simulator, Sanctum) für 317 Millionen Schwedische Kronen (~31 Millionen Euro) und das finnische Studio Bugbear Entertainment (Wreckfest) für eine nicht genannte Summe übernommen. Coffee Stain wurde als dritte, unabhängige Geschäftseinheit in den Konzern integriert. Ebenso erwarb THQ Nordic die Markenrechte an den Expeditions-Strategiespielen (Expeditions: Conquistador, Expeditions: Viking) des unabhängigen Entwicklers Logic Artists. Im selben Zuge wurde die Entwicklung eines dritten Serienteils angekündigt. Im Dezember 2018 verkaufte Stainless Games die Markenrechte an Carmageddon an den schwedischen Publisher.
Bereits im Januar 2019 übernahm THQ Nordic eine weitere Marke, das Action-Adventure Outcast von Appeal Software, das erst 2017 ein Remake namens Outcast: Second Contact erhalten hatte. Um weitere Käufe und Übernahmen finanzieren zu können, wurden im Februar abermals für 2,09 Milliarden schwedische Kronen (etwa 225 Millionen US-Dollar) elf Millionen neue Vorzugsaktien ausgegeben. Im Mai 2019 erwarb THQ Nordic das Entwicklerstudio Piranha Bytes (ELEX, Gothic, Risen) sowie die damit verbundenen Markenrechte. Im August 2019 folgte die Übernahme des texanischen Entwicklerstudios Gunfire Games und – über Koch Media – des italienischen Rennspielspezialisten Milestone. Im gleichen Zug erwarb THQ Nordic auch das schwedische Investmentunternehmen Goodbye Kansas Game Invest (GKGI), die dem Konzern Minderheitsanteile an fünf Studioneugründungen (Palindrome Interactive, Fall Damage, Neon Giant, Kavalri und Framebunker) sowie GKGIs Umsatzbeteiligung an Biomutant einbrachte. Der 2016 intern gegründete, auf Free-to-play spezialisierte Entwickler Foxglove Studio (ehemals THQ Nordic Mobile) wurde dagegen gemäß Geschäftsbericht 2018/2019 an dessen Mitarbeiter verkauft, da das Studio nicht die gewünschte Profitabilität erreichte.

### Umfirmierung zur Embracer Group
Um besser zwischen den Aktivitäten des Konzerns und seiner Publishingtochter unterscheiden zu können, gab die THQ Nordic AB am 16. August 2019 bekannt, den Dachkonzern künftig in Embracer Group umzubenennen. Das Tochterunternehmen THQ Nordic GmbH in Wien sollte unter dem bisherigen Namen weiter operieren. Der Beschluss wurde auf der Hauptversammlung am 17. September 2019 angenommen.
Im Februar 2020 übernahm die Embracer Group das in Maplewood, New Jersey, Vereinigte Staaten beheimatete Entwicklungsstudio Saber Interactive. Am 13. August 2020 übernahm das Unternehmen 7 weitere Entwicklerstudios: 4A Games, New World Interactive (Insurgency), DECA Games, Vermila Studios, Rare Earth Games, und Pow Wow Entertainment, sowie den deutschen Distributor von Animationsfilmen Sola Media und die restlichen 50 % an Palindrome Interactive und am 16. August 2020 Vertigo Games. Am 18. November 2020 wurde die Übernahme von 13 Unternehmen für insgesamt 200 Millionen Euro bekanntgegeben. Dazu zählten die Entwicklungsstudios 34BigThings, A Thinking Ape Entertainment, Coffee Stain North, Flying Wild Hog, IUGO Mobile Entertainment, Mad Head Games, Nimble Giant Entertainment, Purple Lamp Studios, Silent Games, Snapshot Games, Zen Studios sowie die PR-Agentur Sandbox Strategies und der Qualitätssicherungsspezialist Quantic Lab.
Anfang Februar 2021 kündigte Embracer die Übernahme von Gearbox Entertainment (u. a. Borderlands), dem Mac-/iOS-Portierungsspezialisten Aspyr Media und dem Mobile Entwickler Easybrain öffentlich an. Für die Eingliederung von Gearbox als siebten Geschäftsbereich ging Embracer Zahlungsverpflichtungen von bis zu 1,3 Milliarden Dollar ein, die sich in eine Sofortzahlung von 363 Millionen Dollar in bar und Aktien sowie an die weitere Unternehmensentwicklung gekoppelte Zahlungen von bis zu 1,015 Milliarden Dollar unterteilten. Für Aspyr wurde im selben Sinne eine Sofortzahlung von 100 Millionen Dollar fällig, mit der Option auf weitere 350 Millionen Dollar. Das Studio selbst wurde dem Geschäftsbereich von Saber Interactive zugeschlüsselt. Easybrain, ein Entwickler von Rätsel- und Logikspielen für Smartphones (bspw. Sudoku, Nonogramm), wurde als achter Geschäftsbereich für einen Sofortpreis von 640 Millionen Dollar und der Option auf weitere 125 Millionen Dollar erworben. Am 11. Mai erwarb man durch THQ Nordic die Entwicklerteams Appeal Studios (Oucast), KAIKO und Massive Miniteam sowie über Amplifier Game Invest das schwedische Studio Frame Break. THQ Nordic gründete zudem in Sarajevo ein auf Animationen und 3D-Modelling spezialisiertes Tochterstudio namens Gate21. Am 16. September 2021 wurde ein Aktiensplit im Verhältnis 2:1 durchgeführt, dabei wechselte die ISIN von SE0013121589 zu SE0016828511. Im Dezember 2021 wurde verlautbart, dass der französische Brettspielhersteller Asmodee für 2,75 Milliarden Euro gekauft wird, welche zum neunten Geschäftsbereich wird. Am 21. Dezember 2021 wurde bekannt gegeben, dass der amerikanische Comics-Verlag Dark Horse als zehnter Geschäftsbereich übernommen wird.
Koch Media erwarb im März 2022 das auf Merchandising für Spiele spezialisierte Unternehmen Development Plus. Im Mai 2022 kündigte die Embracer Group an, von Square Enix die Gamestudios Crystal Dynamics, Eidos Montréal und Square Enix Montreal für 300 Millionen Dollar übernehmen zu wollen, dazu die Spielereihen Tomb Raider, Deus Ex und Legacy of Kain sowie die Verlagsrechte an mehr als fünfzig weiteren Spielen. Diese wurden in der operativ eigenständigen Einheit CDE Entertainment unter Leitung des langjährigen Leiters von Square Enix Europe, Phil Rogers, zusammengefasst. Das hauptsächlich für Mobile Games bekannte Square Enix Montreal wurde nach der Übernahme im Oktober 2022 zunächst in Onoma umbenannt, bereits wenige Wochen später erfolgte jedoch bereits die Bekanntgabe der Schließung, um Kosten einzusparen und sich auf die Großproduktionen der Schwesterstudios Crystal Dynamics und Eidos Montreal konzentrieren zu können. Ebenfalls betroffen von der Schließung war das Team der Qualitätssicherung von CDE Entertainment.
Im August 2022 kündigte Embracer zudem die Bildung einer weiteren operativen Einheit an, der Embracer Freemode Iconic Holding oder kurz Freemode, mit den sechs Betätigungsfeldern Retro Gaming und Entertainment, Spieleentwicklung und -produktion, Spielehardware und Sammlerobjekte, Community und eCommerce, Inkubator für neue Ideen und Technologie sowie Produktionsservices. Dazu kamen weitere Übernahmen: Bitwave Games, Spielezubehör-Anbieter Gioteck, Karaoke-Spezialist Singtrix, das japanische Entwicklerstudio Tatsujin inkl. der Katalogrechte des Studios Toaplan, der Distributor Limited Run Games, der Lizenzverwalter Middle-earth Enterprises (Film-, Spiel- und Merchandising-Rechte zu Der Herr der Ringe für 395 Millionen US-Dollar) – alle als Teil des neuen Geschäftsbereichs Freeemode – sowie die Entwickler Tripwire Interactive (Killing Floor, Red Orchestra: Ostfront 41–45) und Tuxedo Labs (Teardown) durch Saber Interactive. Weiterhin benannte sich die Geschäftseinheit Koch Media zu Plaion um.
Campfire Cabal wurde im September 2022 von THQ Nordic in Kopenhagen, Dänemark, gegründet. Im Oktober 2022 erwarb Embracer Anime Limited in Glasgow, Schottland, um unter dem Label Plaion zu operieren und erwarb die VR Group innerhalb der Asmodee-Gruppe. Nach den enttäuschenden Kritiken der Neuauflage von Saints Row wurde das Studio Volition vom Geschäftsbereich Plaion auf Gearbox Entertainment umgeschlüsselt. Die Embracer Group wurde im Dezember 2022 für die Notierung an der Nasdaq Stockholm zugelassen und wechselte am 22. Dezember 2022 vom Nasdaq First North Growth Market an die Nasdaq Stockholm.

### Finanzielle Krise und Schrumpfkurs
2023 setzte Embracer seinen bisherigen Wachstumskurs zunächst weiter fort. Am 4. Januar erwarb Gearbox Entertainment Captured Dimensions, ein in Texas ansässiges Technologieunternehmen, das sich auf 3D-Erfassungs-, Scan- und Rekonstruktionsdienstleistungen spezialisiert hatte. Am 10. Januar eröffnete Amplifier Game Invest das Studio Hermitage in Raleigh, North Carolina, mit dem Ziel, neue IPs für eine breite Palette von Plattformen und Formaten zu entwickeln. Doch nur einen Tag vor Bekanntgabe der Quartalszahlen am 24. Mai 2023 ließ ein Investor – laut späterer Recherchen des Onlinemagazins Axios die saudi-arabische Savvy Games Group – einen als sicher geglaubten Investionsdeal über zwei Milliarden Dollar überraschend platzen. Die Mitteilung hatte für das Unternehmen verheerende Auswirkungen. Innerhalb eines Tages sackte der Börsenkurs um 46 % ab und reduzierte damit Embracers Marktkapitalisierung um zwei Milliarden Euro.
Im Juni 2023 kündigte Embracer daher ein umfassendes Umstrukturierungsprogramm, das – noch ohne genauere Angaben – Projekteinstellungen, Verkäufe und Schließungen von Studios sowie Entlassungen unter den zwischenzeitlich rund 17.000 Mitarbeitern vorsah. Als Ziel wurde die Reduzierung der Unternehmensverschuldung von 15,6 Milliarden auf unter zehn Milliarden Kronen bis zum Ende des Geschäftsjahres 2023/24 ausgegeben, die jährlichen Overhead-Kosten sollten um 10 % (rund 800 Millionen Kronen) sinken. Für die Koordinierung wurden Matthew Karch, Gründer und Geschäftsführer von Saber Interactive, interimsweise als Chief Operating Officer und Phil Rogers, Leiter von CDE Entertainment, als Chief Strategy Officer in den Vorstand berufen. Durch die Ausgabe von 80.000 neuen Anteilsscheinen konnte Embracer im Juli zwei Milliarden Kronen frisches Kapital einsammeln. Bis Ende 2023 wurden nahezu 1.400 Mitarbeiter entlassen, sieben Studios (u. a. Volition, Free Radical Design) geschlossen und 29 bislang unangekündigte Projekte eingestellt.
Mitte März 2024 gab Embracer den Verkauf von Saber Interactive für 247 Millionen US-Dollar an die von Saber-Gründer Matthew Karch geführte Investorengruppe Beacon Interactive bekannt. Der Kaufpreis umfasste Saber und weitere acht Studios der Saber-Gruppe (Nimble Giant, 3D Realms, Sandbox Strategies, New World Interactive, Slipgate Ironworks, Mad Head Games, Fractured Byte, DIGIC) sowie 38 laufende Produktionen. Außerdem beinhaltete die Abmachung die Option auf Übernahme der Entwickler 4A Games und Zen Studios, die von Karch jedoch bereits fest eingeplant waren und das Gesamtvolumen des Buy-outs auf 500 Millionen Dollar erhöhte. Den Verkauf verband Embracer weiterhin mit dem vollständigen Rückzug vom russischen Markt, die bisherigen russischen Studios Smartphone Labs und Bytex gingen an das lokale Management über, die mit ihnen bestehenden Verträge an Saber. Die restlichen Studios der Saber-Gruppe verblieben im Embracer-Konzern, ebenso gewisse Markenrechte wie die der Metro-Spiele von 4A Games, Killing Floor und Teardown. Karch verzichtete im Rahmen des Buyouts auch auf diverse Boni und Kompensationen, die ihm durch den ursprünglichen Verkauf von Saber an Embracer im Jahr 2020 zugesichert wurden. Ende März folgte der Verkauf von Gearbox Interactive an Take Two für 460 Millionen US-Dollar in neu emittierten Take-Two-Aktien. Mit dem Verkauf gingen das Gearbox-Hauptstudio, die Zweigniederlassungen Montreal und Quebec sowie die Markenrechte an Borderlands, Tiny Tina’s Wonderlands, Homeworld, Risk of Rain, Brothers in Arms und Duke Nukem an den New Yorker Publisher, zu dem Gearbox durch die Borderlands-Reihe bereits zuvor eine anhaltende Geschäftsbeziehung gepflegt hatte. Bei Embracer verblieben dagegen die Tochterunternehmen Gearbox Publishing (ehemals Perfect World Entertainment), Cryptic Studios, Captured Dimensions und Lost Boys Interactive. Nintendo erwarb schließlich im Mai 2024 den Portierungsspezialisten Shiver Entertainment, der zuvor u. a. Titel wie Hogwart’s Legacy und Mortal Kombat 1 für Nintendos Konsole Switch portiert hatte.
Für die restliche Gruppe wurde Ende April 2024 die Aufspaltung in drei eigenständige Unternehmen bekanntgegeben: Die Asmodee-Gruppe im Bereich Brettspiele, Coffee Stain & Friends im kleinen und mittelgroßen Produktionsbereich von Computerspielen sowie die Middle-Earth Enterprises & Friends mit größeren Marken und Produktionen.

## Unternehmensstruktur
Die Embracer Group besitzt mit THQ Nordic (seit 2011), Coffee Stain (seit 2018), Plaion (ehemals Koch Media/Deep Silver, seit 2018), Amplifier Game Invest (seit 2019), DECA Games (seit 2020), Easybrain (seit 2021), Dark Horse Comics (seit 2021), Asmodee (seit 2021), Freemode (seit 2022) und CDE Entertainment (seit 2022) zehn eigenständig operierende Geschäftseinheiten.
Von 2020 bis 2024 existierte mit Saber Interactive und von 2021 bis 2024 mit Gearbox Entertainment außerdem zwei weitere operative Einheit, die jedoch in Folge der schweren finanziellen Krise abgestoßen wurden. Im Falle von Saber Interactive wurde es durch Management Buy-out wieder unabhängig, während Gearbox an den Mitbewerber Take Two verkauft wurde.

### THQ Nordic
Die in der österreichischen Hauptstadt Wien ansässige THQ Nordic ging als erste operative Tochter aus der Übernahme der Jowood-Assets hervor. Sie vermarktet eine Vielzahl der übernommenen Lizenzen und entwickelt sie unter eigenem Namen weiter. Kleinere Produktionen werden bisweilen unter dem Namen der Tochter HandyGames vermarktet. Neben externen Auftragnehmern gibt es mehrere eigene Entwicklerstudios, die neue Produkte und Markenfortsetzungen produzieren.
| Studio                   | Land                               | Jahr | Gründung/Übernahme           | Bekannte Spiele                                              | Nachweise |
| ------------------------ | ---------------------------------- | ---- | ---------------------------- | ------------------------------------------------------------ | --------- |
| Rainbow Studios          | USA / Phoenix                      | 2013 | Gründung                     | Motocross Madness, Deadly Creatures                          |           |
| Grimlore Games           | Deutschland / München              | 2014 | Gründung                     | SpellForce 3                                                 |           |
| Mirage Game Studios      | Schweden / Karlstad                | 2016 | Gründung                     | Space for Sale                                               |           |
| Black Forest Games       | Deutschland / Offenburg            | 2017 | Übernahme                    | Destroy All Humans!, Destroy All Humans! 2 – Reprobed        |           |
| Experiment 101           | Schweden / Stockholm               | 2017 | Übernahme                    | Biomutant                                                    |           |
| Pieces Interactive       | Schweden / Skövde                  | 2017 | Übernahme                    | Magicka 2                                                    |           |
| Bugbear Entertainment    | Finnland / Helsinki                | 2018 | Übernahme                    | FlatOut, Wreckfest                                           |           |
| HandyGames               | Deutschland / Giebelstadt          | 2018 | Übernahme                    | Wreckfest Mobile, Neighbours back From Hell                  |           |
| Massive Miniteam         | Deutschland / Pulheim              | 2022 | Übernahme (durch HandyGames) | Spitlings                                                    |           |
| Piranha Bytes            | Deutschland / Essen                | 2019 | Übernahme                    | Gothic, ELEX                                                 |           |
| Gunfire Games            | USA / Austin                       | 2019 | Übernahme                    | Darksiders III, Chronos: Before the Ashes Remnant 2          |           |
| Alkimia Interactive      | Spanien / Barcelona                | 2019 | Gründung                     | Gothic (Remake)                                              | [ 93 ]    |
| Nine Rocks Games         | Slowakei / Bratislava              | 2020 | Gründung                     | Way of the Hunter                                            |           |
| Pow Wow Entertainment    | Österreich / Wien                  | 2020 | Übernahme                    | Stuntfest                                                    | [ 94 ]    |
| Ashborne Games           | Tschechien / Brünn                 | 2020 | Gründung                     |                                                              |           |
| Rainbow Studios Montréal | Kanada / Montreal                  | 2020 | Gründung                     | Siehe Rainbow Studios                                        |           |
| Purple Lamp Studios      | Österreich / Wien                  | 2020 | Übernahme                    | SpongeBob SquarePants: Battle for Bikini Bottom – Rehydrated |           |
| Crazy Labs               | Schweden                           | 2021 | Übernahme                    | Run Sausage Run!, Super Sylist                               | [ 95 ]    |
| Appeal Studios           | Belgien / Charleroi                | 2021 | Übernahme                    | Outcast                                                      |           |
| KAIKO                    | Deutschland / Frankfurt am Main    | 2021 | Übernahme                    | Hilft bei Entwicklung z. B. Portierung von Darksiders        | [ 96 ]    |
| Gate21                   | Bosnien und Herzegowina / Sarajevo | 2021 | Gründung                     |                                                              |           |
| Metricminds              | Deutschland / Frankfurt am Main    | 2022 | Übernahme                    |                                                              | [ 97 ]    |

Ehemalige Tochterunternehmen
| Studio        | Land                  | Jahr | Gründung/Übernahme | Schließung | Nachweise     |
| ------------- | --------------------- | ---- | ------------------ | ---------- | ------------- |
| CampfireCabal | Dänemark / Kopenhagen | 2022 | Gründung           | 2023       | [ 98 ] [ 99 ] |

### Plaion (vormals Koch Media)
Plaion operiert unter den Labels Deep Silver und Ravenscourt als Distributor und Publisher für Computerspiele auf dem europäischen Markt und unterhält eine Distributionssparte für Anwendungssoftware. Ein weiteres Standbein ist das Games Merchandising durch die Unternehmen Development Plus. Mit Plaion Pictures besitzt die Gruppe ein weiteres Standbein im Filmsektor. Zu Plaion zählen unter anderem die Unternehmen:
| Studio                | Land                                | Jahr | Gründung/Übernahme              | Bekannte Spiele           | Nachweise |
| --------------------- | ----------------------------------- | ---- | ------------------------------- | ------------------------- | --------- |
| Dambuster Studios     | Vereinigtes Königreich / Nottingham |      |                                 | Dead Island 2             |           |
| Fishlabs              | Deutschland / Hamburg               |      |                                 | Galaxy on Fire, Chorus    |           |
| Warhorse Studios      | Tschechien / Prag                   | 2018 | Übernahme                       | Kingdom Come: Deliverance |           |
| Milestone             | Italien / Mailand                   | 2019 | Übernahme                       | MotoGP22                  |           |
| Voxler                | Frankreich / Paris                  | 2020 | Übernahme                       | Let’s Sing                |           |
| Vertigo Games         | Niederlande / Rotterdam             | 2020 | Übernahme                       | After the Fall            | [ 100 ]   |
| Force Field           | Niederlande                         | 2021 | Übernahme (durch Vertigo Games) |                           | [ 101 ]   |
| Flying Wild Hog       | Polen / Warschau                    | 2020 | Übernahme                       | Shadow Warrior, Evil West |           |
| Gaya Entertainment    | Deutschland / Langenfeld            | 2018 | Übernahme                       | Merchandising             |           |
| Spotfilm Networx GmbH | Deutschland / Berlin                | 2021 | Übernahme                       | Netzkino                  | [ 102 ]   |
| Free Radical Design   | Vereinigtes Königreich / Nottingham | 2021 | Gründung                        | TimeSplitters             | [ 103 ]   |
| KSM                   | Deutschland / Wiesbaden             | 2019 | Übernahme                       |                           |           |
| Sola Media            | Deutschland / Stuttgart             | 2020 | Übernahme                       |                           |           |
| DigixArt              | Frankreich                          | 2021 | Übernahme                       | Road 96                   | [ 104 ]   |
| AllTheAnime           |                                     |      |                                 |                           |           |
| Springboard VR        | Niederlande / Rotterdam             | 2021 | Übernahme                       |                           | [ 105 ]   |
| Development Plus      |                                     |      |                                 |                           |           |
| Splatter Connect      | Vereinigtes Königreich / Manchester | 2021 | Übernahme                       |                           | [ 106 ]   |

Ehemalige Tochterunternehmen
| Studio              | Land                                | Jahr | Gründung/Übernahme | Schließung | Nachweise |
| ------------------- | ----------------------------------- | ---- | ------------------ | ---------- | --------- |
| Free Radical Design | Vereinigtes Königreich / Nottingham | 2021 | Gründung           | 2023       | [ 103 ]   |

### Coffee Stain
Zu Coffee Stain zählen die Entwicklerstudios:
| Studio                  | Land                   | Jahr | Gründung/Übernahme | Bekannte Spiele     | Nachweise |
| ----------------------- | ---------------------- | ---- | ------------------ | ------------------- | --------- |
| Coffee Stain Studios    | Schweden / Skövde      | 2018 | Übernahme          | Satisfactory        |           |
| Coffee Stain North      | Schweden / Stockholm   |      |                    | Goat Simulator 3    |           |
| Coffee Stain Malmö      | Schweden / Malmö       | 2022 | Gründung           |                     | [ 107 ]   |
| Coffee Stain Gothenburg | Schweden / Göteborg    |      | Gründung           | Welcome to Bloxburg | [ 108 ]   |
| Lavapotion              | Schweden / Göteborg    |      |                    | Songs of Conquest   |           |
| Box Dragon              | Schweden / Göteborg    |      |                    |                     |           |
| Ghost Ship              | Dänemark / Kopenhagen  | 2021 | Übernahme          | Deep Rock Galactic  | [ 109 ]   |
| Easy Trigger            | Schweden / Trollhättan | 2021 | Übernahme          | Huntdown            | [ 110 ]   |

### Amplifier Game Invest
Amplifier Game Invest investieren in Start-up-Teams der Spieleentwicklungsbranche
| Studio                 | Land                               | Jahr      | Gründung/Übernahme        | Bekannte Spiele         | Nachweise |
| ---------------------- | ---------------------------------- | --------- | ------------------------- | ----------------------- | --------- |
| Tarsier Studios        | Schweden / Malmö                   | 2019      | Übernahme                 | Little Nightmares       |           |
| Misc Games             | Norwegen / Stavanger               | 2019      | Übernahme                 | Fishing: North Carolina |           |
| River End Games        | Schweden / Göteborg                | 2020      | Übernahme                 |                         |           |
| DestinyBit             | Italien / Ravenna                  | 2020      | Übernahme                 | Empires Apart           |           |
| Palindrome Interactive | Schweden / Skövde                  | 2019/2020 | Übernahme (pro Jahr 50 %) | Immortal Realms         |           |
| Vermila Studios        | Spanien / Madrid                   | 2020      | Übernahme                 |                         | [ 111 ]   |
| Rare Earth Games       | Österreich / Wien                  | 2020      | Übernahme                 |                         |           |
| Silent Games           | Vereinigtes Königreich / Newcastle | 2020      | Übernahme                 |                         | [ 112 ]   |
| Plucky Bytes           | Schweden / Karlstad                | 2020      | Gründung                  |                         |           |
| Frame Break            | Schweden / Skövde                  | 2021      | Übernahme                 |                         |           |
| Hermitage              | USA / Raleigh                      | 2023      | Gründung                  |                         | [ 113 ]   |
| A Creative Endevor     |                                    |           |                           |                         |           |
| Green Tile Digital     |                                    |           |                           |                         |           |
| Infinite Mana Games    |                                    |           |                           |                         |           |
| Invisible Walls        |                                    |           |                           | First Class Trouble     |           |
| Goose Byte             |                                    |           |                           |                         |           |
| Zapper Games           |                                    | 2021      | Gründung                  |                         | [ 114 ]   |

### DECA Games
DECA bildet die sechste operative Gruppe innerhalb von Embracer und dient dem Aufbau eines Standbeins im Markt der Free-to-play-Spiele für mobile Spieleplattformen.
| Studio                       | Land                 | Jahr | Gründung/Übernahme | Bekannte Spiele                    | Nachweise |
| ---------------------------- | -------------------- | ---- | ------------------ | ---------------------------------- | --------- |
| DECA Games                   | Deutschland / Berlin | 2020 | Übernahme          | Hero Hunters, Knights & Dragons    | [ 115 ]   |
| IUGO Mobile Entertainment    | Kanada / Vancouver   | 2020 | Übernahme          | The Walking Dead: Road to Survival | [ 116 ]   |
| A Thinking Ape Entertainment | Kanada / Vancouver   | 2020 | Übernahme          | Single City                        |           |
| Jugeng Studio                | China                | 2021 | Übernahme          |                                    |           |
| Firescore Interactive        |                      |      |                    |                                    |           |

### Easybrain
| Studio           | Land              | Jahr | Gründung/Übernahme | Bekannte Spiele | Nachweise |
| ---------------- | ----------------- | ---- | ------------------ | --------------- | --------- |
| Easybrain Zypern | Zypern / Limassol | 2021 | Übernahme          | Sudoku          |           |
| Easybrain Minsk  | Belarus / Minsk   | 2021 | Übernahme          |                 |           |

### Dark Horse Comics
Dark Horse Comics veröffentlicht Comics unter anderem zu lizenzierten Filmen, Serien und Computerspielen.

### Freemode
| Studio                   | Land                   | Jahr | Gründung/Übernahme | Tätigkeitsfeld                                                                                            | Nachweise |
| ------------------------ | ---------------------- | ---- | ------------------ | --- | --------- |
| Bitwave Games            | Schweden / Göteborg    |      |                    | |           |
| C77 Entertainment        | USA / Seattle          | 2020 | Übernahme          | |           |
| Clear River Games        | Schweden               |      |                    | |           |
| Game Outlet Europe       | Schweden               |      |                    | |           |
| Grimfrost                | Schweden               | 2021 | Übernahme          | | [ 117 ]   |
| Gioteck                  | Vereinigtes Königreich |      |                    | |           |
| Limited Run Games        | USA / Apex             | 2022 | Übernahme          | Distributor für physische Spieleveröffentlichungen in Sammeleditionen und Kleinauflagen                   |           |
| Middle-earth Enterprises | USA                    | 2022 | Übernahme          | Lizenzrechte-Vermarktung von Der Herr der Ringe und Der Hobbit                                            |           |
| Quantic Lab              | Rumänien / Cluj-Napoca | 2020 | Übernahme          | Software-Outsourcing-Unternehmen, spezialisiert auf Qualitätssicherung („QA“) für Spiele und Anwendungen. |           |
| Singtrix                 | USA / Los Angeles      | 2022 | Übernahme          | |           |
| Tatsujin                 | Japan                  |      |                    | u. a. Rechtvermarktung des Spielekatalogs von Toaplan (z. B. Zero Wing)                                   |           |

### CDE Entertainment
Mit der Übernahme der westlichen Entwicklungsstudios von Square Enix wurde 2022 CDE Entertainment als eigenständige operative Einheit ins Leben gerufen.
| Studio           | Land               | Jahr | Gründung/Übernahme | Schließung | Bekannte Spiele                         | Nachweise |
| ---------------- | ------------------ | ---- | ------------------ | ---------- | --------------------------------------- | --------- |
| Crystal Dynamics | USA / Redwood City | 2022 | Übernahme          |            | Tomb Raider                             |           |
| Eidos Montreal   | Kanada / Montreal  | 2022 | Übernahme          |            | Deus Ex, Thief                          |           |
| Onoma            | Kanada / Montreal  | 2022 | Übernahme          | 2022       | Go-Reihe (Hitman, Tomb Raider, Deus Ex) |           |

### Ehemalige operative Einheiten

#### Saber Interactive
Saber Interactive wurde 2020 übernommen und im Zuge einer finanziellen Unternehmenskrise 2024 für 247 Millionen Dollar an Beacon Interactive verkauft. Durch Aktien, Optionen und der Kaufoption für Zen Studios und 4A Games erhöht sich diese Summe auf 500 Mio. USD. Im Kauf sind alle IPs von Saber enthalten.
Verkaufte Studios
| Studio                     | Land               | Jahr | Gründung/Übernahme | Bekannte Spiele                              | Nachweise |
| -------------------------- | ------------------ | ---- | ------------------ | -------------------------------------------- | --------- |
| New World Interactive      | USA                | 2020 | Übernahme          | Insurgency                                   |           |
| Sandbox Strategies         | USA / New York     | 2020 | Übernahme          | PR- und Influencer Agentur                   |           |
| Mad Head Games             | Serbien / Novi Sad | 2020 | Übernahme          | Scars Above                                  |           |
| Fractured Byte             | Estland            | 2021 | Übernahme          | Ports für z. B. Brothers: A Tale of Two Sons | [ 118 ]   |
| DIGIC                      | Ungarn / Budapest  | 2021 | Übernahme          | Cinematic Trailer für z. B. Witcher 3        | [ 119 ]   |
| Nimble Giant Entertainment | Italien / Turin    | 2020 | Übernahme          | Hellbound                                    |           |
| 3D Realms                  | Dänemark           | 2021 | Übernahme          | Duke Nukem                                   | [ 120 ]   |
| Slipgate Ironworks         | Dänemark           | 2021 | Übernahme          | Ghostrunner                                  | [ 121 ]   |

Abgestoßene Studios
| Studio          | Land     | Jahr | Gründung/Übernahme | Bekannte Spiele | Nachweise |
| --------------- | -------- | ---- | ------------------ | --------------- | --------- |
| Smartphone Labs | Russland | 2021 | Übernahme          |                 | [ 122 ]   |
| Bytex           | Russland | 2021 | Übernahme          |                 | [ 123 ]   |

Von Embracer zurückbehaltene Studios
| Studio               | Land                               | Jahr | Gründung/Übernahme | Bekannte Spiele                                 | Nachweise |
| -------------------- | ---------------------------------- | ---- | ------------------ | ----------------------------------------------- | --------- |
| 34 Big Things        | Italien                            | 2020 | Übernahme          |                                                 |           |
| Snapshot Games       | Argentinien / Buenos Aires         | 2020 | Übernahme          | Phoenix Point                                   |           |
| Aspyr Media          | USA / Austin                       | 2021 | Übernahme          | Star Wars: The Force Unleashed, Civilization VI |           |
| Demiurge Studios     | Vereinigtes Königreich / Cambridge | 2021 | Übernahme          |                                                 | [ 124 ]   |
| Shiver Entertainment | USA / Miami                        | 2021 | Übernahme          |                                                 | [ 125 ]   |
| Tripwire Interactive | USA / Roswell                      | 2022 | Übernahme          | Killing Floor                                   |           |
| Tuxedo Labs          | Schweden / Malmö                   | 2022 | Übernahme          | Teardown                                        |           |
| Beamdog              | Kanada                             | 2022 | Übernahme          |                                                 |           |

| Studio      | Land              | Jahr | Gründung/Übernahme | Bekannte Spiele            | Nachweise |
| ----------- | ----------------- | ---- | ------------------ | -------------------------- | --------- |
| 4A Games    | Malta / Sliema    | 2020 | Übernahme          | Metro Exodus               | [ 126 ]   |
| Zen Studios | Ungarn / Budapest | 2020 | Übernahme          | CastleStorm, Zen Pinball 2 |           |

#### Gearbox Entertainment
Verkaufte Studios
| Studio                | Land              | Jahr | Gründung/Übernahme | Bekannte Spiele | Nachweise |
| --------------------- | ----------------- | ---- | ------------------ | --------------- | --------- |
| Gearbox Software      | USA / Frisco      | 2021 | Übernahme          | Borderlands     |           |
| Gearbox Studio Quebec | Kanada / Québec   | 2021 | Übernahme          |                 |           |
| Gearbox Montreal      | Kanada / Montreal | 2021 | Gründung           |                 | [ 127 ]   |

Von Embracer zurückbehaltene Studios
| Studio                                                 | Land                     | Jahr | Gründung/Übernahme | Bekannte Spiele  | Nachweise |
| ------------------------------------------------------ | ------------------------ | ---- | ------------------ | ---------------- | --------- |
| Gearbox Publishing (ehem. Perfect World Entertainment) | USA / San Francisco      | 2021 | Übernahme          |                  | [ 128 ]   |
| Lost Boys Interactive                                  | USA / Madison und Austin | 2022 | Übernahme          |                  | [ 129 ]   |
| Captured Dimension                                     | USA / Frisco             | 2023 | Übernahme          |                  | [ 130 ]   |
| Cryptic Studios                                        | USA / Los Gatos          | 2021 | Übernahme          | Star Trek Online |           |

Geschlossene Tochterfirmen
| Studio   | Land            | Jahr      | Gründung/Übernahme       | Schließung | Nachweise |
| -------- | --------------- | --------- | ------------------------ | ---------- | --------- |
| Volition | USA / Champaign | 2018/2022 | Übernahme/Umschlüsselung | 2023       | [ 131 ]   |

## Übernommene Marken- und Veröffentlichungsrechte
Das Jahr der Übernahme steht in Klammern.
- 15 Days (2014, nur Vermarktungsrechte)
- Aces of the Luftwaffe (2018)
- Act of War: Direct Action (2018)
- Airline Tycoon (2017, Serie)
- Alan Wake (2012, nur Veröffentlichung PC-Retailfassung)
- Alone in the Dark (2018, Serie)
- Armored Fist (2016)
- Aquanox (2011, Serie)
- Bang Bang Racing (2015)
- Black Knight Sword (2015)
- Black Mirror (2014, Serie)
- Bridge Project (2015, nur Vermarktungsrechte)
- Carmageddon (2018, Serie)
- Citadels (2015, nur Vermarktungsrechte)
- Clouds & Sheep (2018)
- Codename: Panzers (2015, Serie)
- Comanche (2016, Serie)
- Darksiders (2013, Serie)
- Das Geheimnis der Druiden (2014)
- Das Geheimnis des Geisterschiffs (2014)
- De Blob (2014)
- Deadly Creatures (2013)
- Deep Rock Galactic (2018, nur Vermarktungsrechte)
- Delta Force (2016, Serie)
- Destroy All Humans! (2013, Serie)
- Desperados (2013, Serie, seit 2017 auch Helldorado)
- Deus Ex (2022)
- Die Gilde (2011, Serie)
- Dungeon Lords (2012)
- Expeditions: Conquistador (2018)
- Expeditions: Viking (2018)
- F-16 Multirole Fighter (2016)
- F-22 (2016, Serie)
- Fret Nice (2017)
- Frontlines: Fuel of War (2011)
- Full Spectrum Warrior (2013, Serie)
- Giana Sisters (2017, Serie, bereits vorher Vermarktungsrechte)
- Goat Simulator (2018)
- Gothic (2011, nur Vermarktungsrechte, seit 2019 komplette Rechte)
- Imperium Galactica (2016, Serie)
- Jagged Alliance (2015, Serie)
- Joint Operations (2016)
- Juiced (2013, Serie)
- Kill to Collect (2017)
- Killing Floor (2022)
- Kingdoms of Amalur: Reckoning (2018)
- Legacy of Kain (2022)
- Legend of Kay (2011)
- Legends of War (2016)
- Liberty Wings (2015)
- Maneater (2022)
- Men of Valor (2015)
- MX vs. ATV (2013, Serie)
- Nexus: The Jupiter Incident (2015)
- North & South (2015, nur Vermarktungsrechte)
- Outcast (2019)
- Overclocked (2014, nur Vermarktungsrechte)
- Painkiller (2011, Serie)
- Panzer Elite (2011, Serie)
- Panzer Tactics HD (2015, nur Vermarktungsrechte)
- Puzzlegeddon (2017)
- Rad Rodgers (2017)
- Red Faction (2013, Serie)
- Red Orchestra (2022)
- Rising Storm (2022)
- Robo Surf (2017)
- Roby Tumbler (2017)
- Rogue Stormers (2017)
- Safecracker (2011)
- Sanctum (2018, Serie)
- Satisfactory (2018)
- Scarabeus: Pearls of Nile (2015)
- Second Sight (2018)
- Silver (2013)
- Sine Mora (2016)
- Skydrift (2015)
- Spellforce (2011, Serie)
- Sphinx und die verfluchte Mumie (2016)
- Stuntman (2013)
- Summoner (2013, Serie)
- Supreme Commander (2013, Serie)
- Tachyon: The Fringe (2016)
- Teardown (2022)
- Tomb Raider (2022)
- The Moment of Silence (2014)
- The Outfit (2013)
- Thief (2022)
- TimeSplitters (2018)
- Titan Quest (2013)
- Townsmen VR (2018)
- Ubrain (2015)
- War Leaders: Clash of Nations (2016)
- Wolfpack (2016)
- Wreckfest (2018)
- Yoga Wii (2011)